# 4K (разрешение)
4K — обозначение разрешающей способности в цифровом кинематографе и компьютерной графике, примерно соответствующее 4096 пикселям по горизонтали.

## Описание

Сравнение разрешающей способности 4K, 2K и HDTV

### Цифровое кино
В отличие от обозначения разрешения в телевидении, отталкивающегося от количества строк и, соответственно, количества элементов изображения по вертикали, в кинематографе разрешающая способность отсчитывается по длинной стороне кадра. Такой принцип выбран из-за того, что в цифровом кино, в отличие от телевидения высокой чёткости, существуют различные стандарты соотношения сторон экрана. В этом случае удобно отталкиваться от горизонтального разрешения, которое остаётся постоянным, в то время как вертикальное изменяется в соответствии с высотой кадра. Разрешению 4K соответствует несколько различных размеров изображения в пикселях.
| Стандарт          | Разрешение, пикселей | Соотношение сторон | Всего пикселей |
| ----------------- | -------------------- | ------------------ | -------------- |
| Академический 4K  | 3656×2664            | 1,37:1             | 9 739 584      |
| Ultra HD 4K       | 3840×2160            | 1,78:1 (16:9)      | 8 294 400      |
| Кашетированный 4K | 3996×2160            | 1,85:1 (Flat)      | 8 631 360      |
| Широкоэкранный 4K | 4096×1716            | 2,39:1 (Scope)     | 7 020 544      |
| DCI 4K            | 4096×2160            | 1,89:1 (256:135)   | 8 847 360      |
| Полнокадровый 4K  | 4096×3072            | 1,33:1 (4:3, 12:9) | 12 582 912     |

Разрешение 4K превосходит другой стандарт — 2K — приблизительно вдвое по каждой стороне кадра.

### UHDTV
18 октября 2012 года Ассоциация потребительской электроники (CEA) определила основные характеристики для телевизоров, мониторов и проекторов сверхвысокой чёткости для отображения контента с разрешением 4K, а также утвердила термин «Ultra High-Definition» для обозначения устройств, соответствующих этим характеристикам. 24 июня 2014 года были расширены характеристики и утверждены маркетинговые термины «Ultra High-Definition», «Ultra HD», или «UHD», которые также могут сочетаться в различных модификациях, например «Ultra High-Definition TV 4K». CEA расширяет минимальные требования, которым должны отвечать телевизоры, мониторы и проекторы, чтобы соответствовать Ultra High-Definition характеристикам:
- Разрешение дисплея — не менее 8 млн пикселей, 3840 по горизонтали и 2160 по вертикали.
- Соотношение сторон — 16:9.
- Цифровой вход — один и более HDMI-входов с поддержкой контента с разрешением 3840×2160 с частотой кадров 24p, 30p и 60p кадров в секунду.
- Колориметрия — способность обрабатывать видео 2160p с цветовым пространством ITU-R BT.709 и поддержка стандартов с более широким цветовым пространством.
- Глубина цвета — не менее 32 бит[источник не указан 3708 дней].

Также 23 августа 2012 года МСЭ-Р принята рекомендация BT 2020, которая определяет все значения параметров для систем телевидения сверхвысокой четкости для производства программ и международного обмена ими. Рекомендация включает в себя разрешение 3840×2160 и 7680×4320, частоту кадров от 24 до 120, расширенные параметры колориметрии системы и другие характеристики.
В марте 2016 года появились первые плееры и диски для Ultra HD Blu-ray и физического формата оптических дисков с поддержкой разрешения 4K и HDR со скоростью 60 кадров в секунду.
В 2016 году Microsoft выпустила Xbox One S, игровую приставку с поддержкой 4K потоковой передачи и воспроизведением Ultra HD Blu-Ray.
В сентябре 2017 года Apple, в связи с выпуском обновленной приставки Apple TV 4K, начала добавлять в iTunes контент в качестве 4K HDR.
В 2016 году компанией Sony был выпущен смартфон Xperia Z5 Premium, который имеет 5,5-дюймовый дисплей с разрешением 3840×2160.
Осенью 2022 года компания Epson представила ультракороткофокусный проектор EpiqVision EH-LS800 — 4K-изображение до 150 дюймов за $3700.

## Стандарты YouTube
Лидер рынка видеохостинга YouTube для видео с соотношением сторон 16:9 рекомендует использовать следующие разрешения:
- 4320p (8K): 7680 x 4320
- 2160p (4K): 3840 x 2160
- 1440p (2K): 2560 x 1440
- 1080p (Full HD): 1920 x 1080
- 720p (HD): 1280 x 720
- 480p (SD): 854 x 480
- 360p (SD): 640 x 360
- 240p (SD): 426 x 240
- 144p (SD): 256 × 144

С 2022 года на платформе постепенно прекращается поддержка воспроизведения видео в разрешениях между 4K и 8K. Например, разрешение 5K может быть больше не доступно.